# 日本ベッド製造
日本ベッド製造株式会社（にほんベッドせいぞう）は家庭用ベッドを作る日本のベッドメーカー。
創業は1926年。日本のベッドメーカーの中で一番歴史の古いメーカーである。
皇室や迎賓館に納品実績のあるメーカーとして知られている。

## 沿革
- 1926年 - 先々代社長 宇佐見竹治が欧米より洋式寝具の製造を研究、帰朝し、大田区堤方町(現大田区池上)において、日本羽根工業社を創業
- 1941年 - 日本羽根工業株式会社を設立
- 1946年 - 社名を日本ベッド製造株式会社に変更
- 2018年5月 - 企業ロゴを変更[1]。